# Leguminocythereis
Leguminocythereis är ett släkte av kräftdjur. Leguminocythereis ingår i familjen Leguminocythereididae.
Leguminocythereis är enda släktet i familjen Leguminocythereididae.
Kladogram enligt Catalogue of Life:
| Leguminocythereis | \| \| Leguminocythereis corrugata \| \| \| \| \| \| Leguminocythereis scarabaeus \| \| \| \| |
|                   | \| \| Leguminocythereis corrugata \| \| \| \| \| \| Leguminocythereis scarabaeus \| \| \| \| |
|                   | Leguminocythereis corrugata                                                                  |
|                   |                                                                                              |
|                   | Leguminocythereis scarabaeus                                                                 |
|                   |                                                                                              |